# Catastrophe aérienne de Tuszyn
La catastrophe aérienne de Tuszyn qui impliqua un avion de la LOT eut lieu le 15 novembre 1951, lorsqu'un Lissounov Li-2 de LOT Polish Airlines heurta des lignes électriques près de Tuszyn, s’écrasa et prit feu. L’ensemble des 15 passagers et 3 membres d'équipage périrent. Ce fut la première catastrophe aérienne de la LOT depuis la fin de la Seconde Guerre mondiale.

## Accident
Le 15 novembre 1951, un Lissounov Li-2 de la LOT assurait la liaison entre Łódź et Cracovie-Balice. Peu de temps après le décollage, survolant Górki Duże près de Tuszyn, il entra en collision avec des lignes électriques, s’écrasa et prit feu. L’ensemble des 15 passagers et 3 membres d'équipage périrent. Le commandant était Marian Buczkowski, père de l'acteur polonais Zbigniew Buczkowski. La cause de la catastrophe fut officiellement attribuée à de mauvaises conditions météorologiques (nuages bas et brouillard) et à une erreur de pilotage.
Selon une enquête d’un journaliste, en raison du manque de documentation dans les archives de la LOT, les événements qui conduisirent à l'accident pourraient avoir été différentes. Le Li-2 volait en provenance de Szczecin ce jour-là et après l'atterrissage Buczkowski signala que l'un des moteurs pouvait être défectueux et refusa de voler à nouveau. Menacé avec un pistolet par un agent de la sécurité intérieur polonaise qui voulait se rendre à Cracovie, il accepta à contrecœur de piloter l’avion. En raison du moteur défectueux, l’avion décrocha, heurta des lignes électriques et s’écrasa dans un champ.
Le 27 novembre 2010, un obélisque fut érigé pour commémorer le capitaine Buczkowski, l'équipage et les passagers.